# Halte Frugtplantagen
Halte Frugtplantagen is een voormalige spoorweghalte in Denemarken. De halte lag aan de spoorlijn Mariager - Viborg, die in 1927 door de Mariager-Faarup-Viborg Jernbane (MFVJ) was aangelegd.

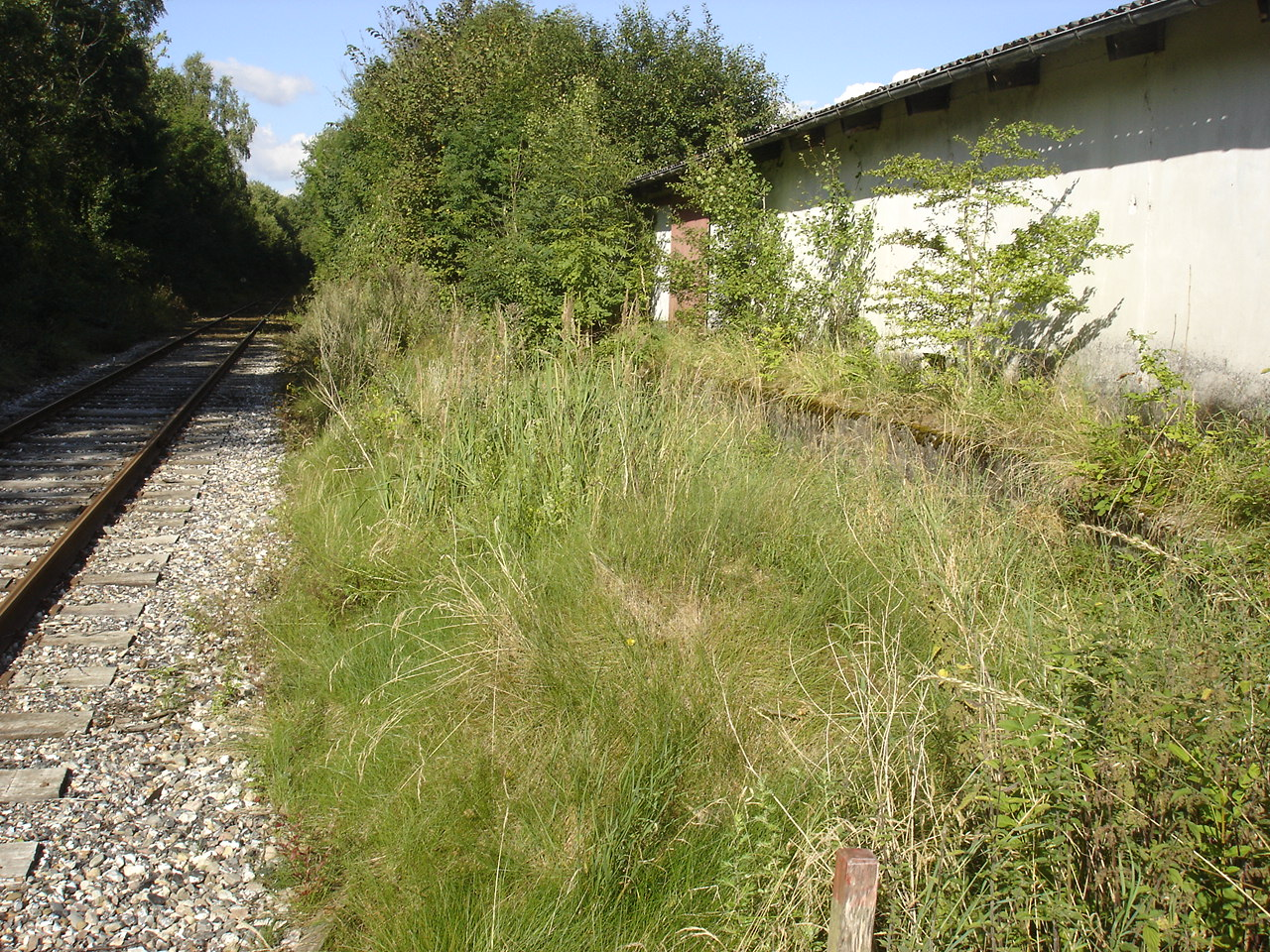
De voormalige opslagplaats langs het opgebroken zijspoor, 26 augustus 2012

Op 27 september 1951 werd er eerst een zijspoortje in gebruik genomen. Het duurde tot 1 juni 1952 voordat de halte Frugtplantagen daadwerkelijk werd geopend. Op 31 maart 1966 werd het reizigersvervoer tussen Fårup en Mariager beëindigd, maar er vond nog wel goederenvervoer plaats. De laatste keer dat Frugtplantagen werd gebruikt voor het overslaan van goederen was in 1979; vanwege de slechte staat van het zijspoor, gebeurde dit echter vanaf het hoofdspoor. In 1992 werd het zijspoor opgebroken. De fruitopslagloods naast het zijspoor bleef bewaard.
De spoorlijn zelf werd vanaf 1970 in gebruik genomen door de museumlijn Mariager-Handest Veteranjernbane.